# Дінь Бо Лінь
Дінь Бо Лінь (в'єт. Đinh Bộ Lĩnh; 22 березня 924–979) — 1-й імператор династії Дінь в 968—979 роках. Посмертне ім'я Т'єн Хоан Де. Остаточно звільнив державу від китайської залежності.

## Життєпис
Походив з родини місцевої знаті Дінь. Син мандарина Дінь Конг Чи. Народився 924 року в селі Гіав'єні (сучасна провінція Ніньбінь), отримавши ім'я Хоан. Рано втратив батька, виховувався матір'ю в родинному маєтку в селі.
938 року доєднався до війська Нго Куєна, брав участь у битві на річці Батьданг, де було завдано поразки китайському війську.
Надалі в своїй місцевості став впливовим військовиком. Послаблення династії Нго, що почалося з 950 року, він використав для власного зміцнення, зміцнивши фортецю Хоали, захопивши область Чионг. Невдовзі відбив напад вионгів Нго Сионг Вана і Нго Сионг Нгапа. У 965 році з початком боротьби 12 шикуанів за владу активно втрутився в неї. 967 року здолав клан До, підкоривши західну Зяоті. Потім завдав поразки клану Кієу, зайнявши північне Зяоті. До 968 року шляхом успішних походів, інтриг, дипломатії та шлюбів зумів підкорити усіх шикуанів. 968 року підкорився клан Нгуєн, який контролював центральний Зяоті. В цей час прийняв титул вионг. Потім повалив династію Нго, усунувши Нго Сионг Сі. Для зміцнення свого становища оженився з матір'ю останнього.
Невдовзі прийняв титул імператора (хоанде) з ім'ям Дай Тхан Мінь, впровадив власні аристократичні титули та дав нову назву державі — Дайков'єт («Великий буддистський В'єт»). Цим було підкреслено самостійність нового утворення. Південна Хань, зверхник династії Нго, нічого не змогла відповісти, оскільки вела війну з династією Сун.
970 року вперше став карбувати власне в'єтнамську монету тханьбін хунгбао, що зазнала впливу китайської монетної системи. Власне «хунгбао» є епітетом для моментів, що перекладається як «квітуча коштовність».
971 року після перемоги сунських військ, Дінь Бо Лінь опинився в складній ситуації. Йому було висунуто ультиматум: визнавати себе лише місцевим правителем (тобто зректися титулу імператор), прийняти від китайського імператора титули й посади, що свідчили про підпорядкованість, з'явитися особисто до столиці імперії Сун. Дінь Бо Лінь прийняв умови, але пішов на хитрість. Формально передав владу старшому синові Дінь Л'єну, якого оголосив вионгом Намв'єту, а сам прийняв титул верховного імператора. 972 року Дінь Л'єн вирушив до Китаю, де отримав посади цзєдуши та губернатора (духу). Натомість Дінь Бо Ліню було надано сакральний титул зяот'ї-куанвионг. При цьому Сун визнавала правителем Дінь Л'єна, хоча фактичним залишався Дінь Бо Лінь.
Дінь Бо Лінь продовжив реформи, зміцнюючи монархію, зокрема було впроваджено імператорський суд, посилено покарання за різні злочини. У 978 році призначив спадкоємцем іншого сина Дінь Ханг Ланга. У відповідь 979 року дінь Л'єн влаштував вбивство Ханг Ланга. Натомість Дінь Бо Лінь не став страчувати Дінь Л'єна. Невдовзі Дінь Бо Лінь та Дінь Л'єн були вбиті палацовим чиновником До Тьітєм. Новим правителем став інший син Дінь Фе Де.